# Dorsal de Knipovich

Carta do fundo do mar da Gronelândia e águas adjacentes. A dorsal de Knipovich está no nordeste do mapa.

A dorsal de Knipovich é um segmento de dorsal oceânica que continua através do Oceano Ártico a dorsal Mesoatlântica. A estrutura, que separa o mar da Gronelândia do mar da Noruega, tem como epónimo o oceanógrafo russo Nikolai Mikhailovich Knipovich (1862–1939).

## Descrição
A dorsal de Knipovich estende-se desde a zona de fratura de Molloy, no norte da costa oeste de Spitsbergen (ver também fossa de Molloy), até ao arco Mohn-Knipovich no sul, onde continua em direção sudoeste através da dorsal de Mohn. A sua extensão total é de cerca de 550 km.
A estrutura é o prolongamento para nordeste da dorsal Mesoatlântica, da qual é na realidade parte integrante, mega-estrutura tectónica que se estende desde a dorsal de Gakkel, no norte do Oceano Ártico, até à ilha Bouvet, no Hemisfério Sul, ao largo da Antártida.
A dorsal de Knipovich foi descoberta em 1970 durante uma viagem do navio de investigação russo Akademik Knipovich, tomando como epónimo oceanógrafo russo Nikolai Mikhailovich Knipovich (1862–1939), o mesmo que dera nome ao navio.
Um vale de rift central atravessa a cadeia de montes submarinos da dorsal de Knipovich, atingindo profundidades de 3 000 a 3 600 m. Os montes submarinos da cordilheira elevam-se 500-1000 m acima do fundo oceânico circundante. A estrutura da dorsal é formada pela ascensão de magma em resultado da expansão dos fundos oceânicos entre placas litosféricas divergentes, nomeadamente a placa Norte-Americana e a placa Euroasiática. Com uma taxa de expansão crustal de 14,7 mm por ano, é uma das cordilheiras submarinas de expansão ultralenta. A direção de expansão, que é oblíqua ao eixo de expansão, é incomum.
A leste da dorsal de Knipovich, a água salina e quente do Atlântico flui para o norte (corrente de Spitsbergen Ocidental), enquanto o Mar da Gronelândia, a oeste, tem água ártica predominantemente fria. No norte da dorsal de Knipovich, foi descoberto um campo de pelo menos 1×0,2 km² de fontes hidrotermais a uma profundidade de 3 000 m em 2022. O campo hidrotermal foi designado por Campo Hidrotermal Jøtul.